# HYDRA
Pour les articles homonymes, voir Hydra.
L'HYDRA est une organisation terroriste de fiction évoluant dans l'univers Marvel de la maison d'édition Marvel Comics. Créée par le scénariste Stan Lee et le dessinateur Jack Kirby, elle apparaît pour la première fois dans le comic book Strange Tales #135 en août 1965, et par la suite dans de nombreux épisodes de Nick Fury, agent of S.H.I.E.L.D.
Le but de cette organisation est la domination mondiale et la propagation d'une idéologie fascisante. Elle est souvent combattue par sa némésis, l’organisation américaine de contre-espionnage SHIELD, et est également un adversaire récurrent du héros Captain America.
Le nom « Hydra » est une allusion à l'Hydre de Lerne mythique. La devise de l'organisation fait référence au mythe de l'hydre, en déclarant que « si une tête est coupée, deux autres prendront sa place », proclamant ainsi sa résilience et sa force grandissante face à ses adversaires. Les agents d'HYDRA portent souvent un uniforme vert avec un emblème de serpent.

## Histoire

### Caractéristiques
Le nom de l'organisation vient de l'Hydre de Lerne (cette créature fut tuée par Héraclès) et leur devise est « coupez une tête, il en repoussera deux », car après chaque défaite, elle revient plus puissante. 
L'uniforme des agents de l'HYDRA est vert orné d'un H jaune ; les agents sont masqués pour être indifférenciés puisque le groupe prévaut sur l'individu. Leur chef est appelé « Hydra Suprême ».

### Origines
Dans les parutions de 2014/2015 (dans la version MCU donc Marvel cinématic universe), l'origine de l'HYDRA remonte à un ordre secret crée il y a plus de 5 000 ans dans le but de rechercher l'immortalité.
Le fondateur de l'HYDRA moderne est le baron Wolfgang Von Strucker, un nazi qui fut vaincu par Nick Fury. Adolf Hitler voulut l'exécuter en exemple, mais son bras droit d'alors, Crâne Rouge le sauva et le mit à l'abri dans une base de l'Est d'où il créa l'organisation. 
Il coupa les ponts avec Crâne Rouge et fuit le pays, devenant le premier Hydra Suprême. À la tête d'une petite armée et d'une équipe de scientifiques (les futurs A.I.M), il s'établit sur une île du Pacifique. Il était à deux doigts d'acquérir un arsenal nucléaire quand un commando US/Japon détruisit la base.
Vers la fin de la guerre, Von Strucker rebâtit une base avec l'aide des meilleurs S.S. en fuite et vit son travail comme l'héritage du troisième Reich. Il établit son QG aux États-Unis et développa l'HYDRA partout dans le monde. Il prit l'identité secrète du Grand Impérator et délégua son pouvoir à un comité.
Alors que sa femme était morte dans la pauvreté, l'homme d'affaires Arnold Brown promit que sa fille Laura ne subirait jamais cette fatalité. Il créa alors Imperial Industries International au service du mal en s'associant à l'HYDRA. Arnold Brown fut nommé « Imperial Hydra » et l'HYDRA développa des sous-marins, des armes et des jets, mais le pouvoir restait secrètement entre les mains du baron.
Pour contrer l'HYDRA, le SHIELD fut créé. Son premier directeur, assassiné par les hommes en vert, fut remplacé par Nick Fury, alors à la CIA.
Arnold Brown fut tué lors de l'assaut du SHIELD contre le QG de New York.
Otto Vermis directeur d'Hydra, a fait un lavage de cerveau à Jessica Drew pour que, sous le nom d'Arachné, elle tente d'assassiner Nick Fury. Quand elle comprit la vraie nature de l'organisation, elle la quitta et devint une justicière costumée sous le nom de Spider-Woman.

### Factions
Un schisme se créa au sein de l'HYDRA, dont émergèrent l'Empire Secret et l'A.I.M.
Nick Fury et le SHIELD déjouèrent bon nombre de plans de l'organisation et une nouvelle base dans le Pacifique fut même détruite.
L'HYDRA, fortement affaiblie, abandonna son idéologie nazie et se fragmenta en diverses petites factions, toutes se réclamant de l'HYDRA d'origine : 
- l'HYDRA de New York, dirigée par Madame Hydra
- l'HYDRA européenne, dirigée par le Comte Otto Vermis
- l'HYDRA de Las Vegas, dirigée par Crâne Rouge
- l'HYDRA de la côte Est, dirigée par Silvermane.

Cette dernière, ainsi que la faction dirigée par Le Caid, s'apparente davantage à un dérivé de la mafia.

## Membres
À la fin de l'Invasion Secrète, l'organisation comptait plus de 6000 agents.
Les personnages suivants sont ou ont été des agents de l'HYDRA ou travaillant pour son compte.
- Alveus, originellement Hive, premier fondateur de Hydra il y a plus de 5 000 ans.
- Alexander Pierce, lanceur du projet Insight du SHIELD et chef d'HYDRA avant le Baron Von Strucker.
- Le Baron Strucker, dignitaire nazi et fondateur.
- Werner Von Strucker, fils du Baron - tué par son père dans les comics.
- Arnold Brown, Imperial Hydra, tué.
- Mentallo, agent spécial et mutant télépathe.
- Le Fixer, agent spécial et inventeur de génie.
- Vipère (sous le nom de « Madame Hydra »), criminelle, et leader de New York.
- Richard Fisk, dit la Rose, fils de Wilson Fisk et criminel, Hydra Suprême de Las Vegas.
- Wilson Fisk, parrain criminel et leader de la faction de Las Vegas.
- Crâne Rouge, dignitaire nazi. Sort inconnu
- Le Caméléon, agent spécial.
- Silvermane, parrain criminel et Hydra Suprême de la Côte Est.
- Blackwing, criminel et leader du Département Aérien d'Action de la Côte Est.
- Jackhammer, chef de projet.
- Le Jaguar, criminel et leader de la Division Commando de la Côte Est, décédé.
- Le Commandant Kraken, leader de la Division Navale de la Côte Est, décédé.
- Man-Killer, leader de la Division Assassinat de la Côte Est.
- Le Moissonneur.
- Le Tireur, assassin employé.
- Le Comte Otto Vermis, leader de la faction européenne.
- Hardball, agent du projet Initiative.
- Crippler
- Sathan, décédé.
- Cassandra Romulus, décédée
- Guillotine.
- Bob, agent d'HYDRA (en), partenaire de Deadpool.
- La Comtesse Valentina Allegra (Ex-membre du SHIELD, Secret Warriors)
- Daniel Whitehall, dans Agents of SHIELD

## Bases
L'HYDRA maintient de nombreuses bases secrètes à travers le monde. Chaque base possède un nom.
Voici la liste des plus importantes : 
- Tsunami (autrefois appelée l'île de l'HYDRA, détruite)
- Nemesis - base de construction navale en Malaisie.
- Ichor (base principale, sous-marine, détruite par Strucker vers la fin de l'Invasion Secrète des Skrulls) - quelque part sous la Mer des Philippines.
- La Couronne (centre financier) - au Japon.
- Tarantule - dans le désert australien.
- Hell's Heaven - en Chine.
- Point Oméga - située dans le Nord de l'Italie.
- La Ruche - quelque part dans l'océan Indien.
- Gehenna - en Nouvelle-Zélande.
- Ravenous - centre de recrutement à Vancouver.

## Divisions
Les troupes de l'HYDRA sont segmentées en divisions, selon leur spécialité. Les membres de ces divisions sont reconnus par un petit écusson représentant un animal : 
- Castor : ingénierie et construction des bases ;
- Chameau : approvisionnement ;
- Dragon de mer : action navale, servant le Commandant Kraken ;
- Faucon : combat aérien ;
- Hibou : planification et gestion ;
- Léopard : reconnaissance ;
- Renard : personnel diplomatique, servant l'Imperial ;
- Rhinocéros : armement et véhicules blindés ;
- Taupe : administration et espionnage ;
- Tigre : assassinat et armement.

## Adaptation dans d'autres médias

### Univers cinématographique Marvel
L'organisation HYDRA apparaît dans les films produits par Marvel Studios et réunis sous le nom de l'univers cinématographique Marvel.

#### Films
Dans Captain America: First Avenger (2011), HYDRA était l'unité scientifique secrète du Troisième Reich, dont le but était de développer des armes sophistiquées pour les Allemands durant la Seconde Guerre mondiale. Sa devise est « Coupez une tête, il en repoussera deux de plus ». Elle a été fondée et dirigée par le général Johann Schmidt, connu sous le nom de Crâne Rouge. Celui-ci avait d'autres projets pour HYDRA : conquérir lui-même le monde en se révoltant contre les ordres d'Hitler. HYDRA fut vaincue par Captain America et ses alliés. Après la guerre, le SHIELD fut créé par le Colonel Chester Phillips, Howard Stark et Peggy Carter.
Dans Captain America : Le Soldat de l'hiver (2014), le docteur Arnim Zola révèle qu'HYDRA a été fondée sur la conviction que l'humanité fait un mauvais usage de la liberté. Mais ce que les membres d'HYDRA n'avaient pas prévu, c'est que s'ils essaient de les priver de leur liberté, les hommes résistent. La guerre leur a appris qu'il fallait que l'humanité renonce à sa liberté de son plein gré. Après le conflit, le SHIELD fut fondé et Zola a été recruté lors du lancement de l'opération Paperclip. Bien que les Américains pensaient que Zola pourrait servir leur cause, il a aussi servi la sienne. La Nouvelle HYDRA a grandi à l'intérieur du SHIELD. Depuis soixante-dix ans, dans le plus grand secret, HYDRA a alimenté les crises et tiré profit de la guerre. Et quand l'histoire ne coopérait pas, HYDRA a changé le cours de l'histoire en envoyant le Soldat de l'Hiver. HYDRA a créé un monde tellement chaotique que l'humanité est prête à renoncer à sa liberté pour obtenir la sécurité. Après l'invasion des Chitauris, Nick Fury convainc le Conseil de sécurité mondiale de la nécessité d'une montée en puissance dans l'analyse des menaces. C'est ainsi que le SHIELD crée le projet Insight. Mais HYDRA prend les commandes du projet. Ainsi, lorsqu'Insight sera lancé, HYDRA pourra supprimer tous ceux représentant une menace contre elle afin que son Nouvel Ordre Mondial voie le jour. Lorsque Captain America révéla dans le Triskel l'infiltration d'HYDRA au sein du SHIELD, cela déclencha un affrontement entre les agents d'HYDRA et ceux de l'organisation. HYDRA est à nouveau mise en échec par Captain America et souffre des pertes irréversibles : le docteur Arnim Zola (réduit à l'état d'intelligence artificielle), le secrétaire Alexander Pierce et tous les membres d'Insight pendant la bataille du Triskel. Après l'échec du projet Insight et la mort d'Alexander Pierce, le Baron von Strucker devient le nouveau chef d'HYDRA et a de nouveaux plans pour la domination mondiale.
Dans Avengers : L'Ère d'Ultron (2015), il est révélé qu'après la bataille de New York contre Loki et les Chitauris, Strucker récupéra le Sceptre de Loki. Avec les pouvoirs de celui-ci, il se lance dans une série d'expériences pour créer des humains dits « optimisés ». Les jumeaux Pietro et Wanda Maximoff, originaires de Sokovie où se cachait Strucker, se portent volontaires pour ses expériences afin de se venger d'Tony Stark. Ils obtiennent alors des capacités hors du commun : Pietro acquiert une super-vitesse et Wanda des pouvoirs télékinésiques. Strucker met en place en parallèle la construction d'une armée de robots grâce à la technologie Chitauri, au sceptre et à Ulysses Klaue, un marchand d'armes trafiquant du vibranium, un métal très résistant originaire du Wakanda.
Lorsque les Avengers débarquent en Sokovie pour récupérer le sceptre, Strucker ordonne la destruction de toutes les données d'HYDRA. Le docteur List est tué par Iron Man et Strucker se laisse capturer par Captain America tandis que les jumeaux Maximoff s'enfuient. Cependant, Tony Stark retrouve les travaux robotiques de Strucker et s'en sert pour créer Ultron, une intelligence artificielle qui ne tarde pas à se retourner contre les Avengers. Strucker est tué dans sa cellule par Ultron qui ne veut pas que l'on découvre ses liens avec Ulysse Klaue.
Dans Ant-Man (2015), HYDRA tente d'acheter le Yellowjacket de Darren Cross, inspirée du travail de Hank Pym, par l'entremise de Mitchell Carson, qui depuis l'effondrement du SHIELD, s'est reconverti dans la déstabilisation politique. La négociation pour le Yellowjacket échoue, mais Carson arrive à mettre la main sur une particule de Pym, nécessaire à son fonctionnement.
Dans Captain America : Civil War (2016), il est révélé qu'en décembre 1991, après avoir volé du sérum d'Erskine à Howard Stark, HYDRA a choisi son escadron de la mort le plus performant, composé de cinq tueurs, et leur injecta le sérum. Ils devinrent à leur tour des soldats de l'hiver, comme Bucky Barnes mais en plus redoutables. Le programme Soldat de l'Hiver était dirigé par le colonel soviétique Vasili Karpov, qui fut aussi un membre d'HYDRA. Ce programme, dont faisait partie Bucky, fut mis à l'abandon après la destruction officielle d'HYDRA et les cinq autres tueurs ont été mis sous hibernation en attendant le retour de Karpov. Helmut Zemo, un colonel sokovien, décide d'utiliser ce programme pour détruire les Avengers après le conflit contre Ultron. Il tue Karpov puis laisse entendre à Bucky qu'il compte les réveiller, mais il les extermine pendant leur hibernation avec une balle dans la tête et monte Iron Man et Captain America l'un contre l'autre en révélant à Tony que ses parents ont en réalité été tués par Bucky, conditionné.
Dans Avengers: Infinity War (2018), on découvre que Crâne Rouge, présumé mort après son combat final contre Captain America, est toujours vivant. Ayant pris la Pierre de l'Espace dans sa main, il a été exilé sur la planète Vormir où il est devenu le Gardien de la Pierre de l’Âme. Il est visité par Thanos et Gamora, après avoir expliqué au Titan Fou ce qu'il devait faire pour avoir la Pierre : tuer une personne qu'il aime sincèrement, à savoir Gamora.
Dans Avengers: Endgame (2019), pour ramener leurs compagnons tombés au combat, les Avengers décident de remonter le temps jusqu'en 2012 lors de la bataille de New York afin de récupérer le Sceptre de Loki et le Tesseract, ces derniers renfermant les Pierres de l'Esprit et de l'Espace. Captain America rentre dans un ascenseur rempli d'agents d'HYDRA, dans une situation similaire à celle qu'il a vécu lors de la fin du SHIELD, mais s'en sort en se faisant passer lui-même pour un membre de l'organisation. Natasha et Clint partent pour la planète Vormir où Crâne Rouge leur explique, comme il l'a fait avec Thanos et Gamora, ce qu'ils doivent faire pour avoir la Pierre de l’Âme : tuer quelqu'un qu'ils aiment sincèrement. Après un terrible combat, Natacha se sacrifie pour obtenir la Pierre de l’Âme et pour que Clint puisse revoir sa famille. Après la mort de Thanos et de toute son armée, Crâne Rouge restera prisonnier sur Vormir puisque Steve ramènera la Pierre de l’Âme à son emplacement avant de repartir dans le passé pour retrouver sa bien-aimée : Peggy Carter.

#### Séries télévisées
Dans la série télévisée Marvel : Les Agents du SHIELD, Phil Coulson et son équipe combattent HYDRA et ses sous-divisions depuis les événements du film Avengers. La dissolution du SHIELD après la tentative de lancement du projet Insight met à jour les différentes cellules d'HYDRA, son histoire, et ses membres. Après la mort de Daniel Whitehall, un des suivants de Crâne Rouge devenu un des chefs d'HYDRA, tué par Phil Coulson, le SHIELD réussit à provoquer la mort de quatre autres chefs de l'organisation. Il est révélé qu'HYDRA n'a pas été fondé par le Général SS Johann Schmidt dans les années 1940 mais bien avant, par de riches seigneurs qui vénéraient un Inhumain puissant : Alveus, un être vivant sous forme parasitaire. HYDRA était une société secrète ayant pour mission principale de ramener cet Inhumain exilé de la Terre par d'autres Inhumains. Depuis, HYDRA a perdu son objectif principal et son but est devenu celui de la vision de Schmidt : le Nouvel Ordre Mondial d'HYDRA. Malheureusement pour le SHIELD, HYDRA réussit finalement, malgré la mort de Grant Ward un des derniers chefs encore en vie, à ramener Alveus sur Terre. Alveus se soucie toutefois très peu d'HYDRA et tue Stephanie Malick, la fille du chef d'HYDRA, Gideon Malick. Ce dernier, avant d'être assassiné par Daisy Johnson contrôlée par Alveus, trahit l'organisation en révélant l'emplacement de ses bases au SHIELD qui, avec des unités militaires américaines (sous le commandement du brigadier-général Glenn Talbot), réussit à les détruire toutes. Il ne reste plus que la branche dirigée par l'Inhumain. Ce dernier ambitionne plutôt de lever une armée d'Inhumains pour conquérir la Terre que de reformer l'organisation. Après sa mort dans la bataille finale contre le SHIELD, et celle des trois derniers chefs de l'organisation un peu plus tôt, HYDRA semble définitivement détruite.
Dans la cinquième saison de la série télévisée, on découvre qu'HYDRA a survécu à sa destruction, en infiltrant l'US Air Force. L'unique cellule restante est dirigée par la brigadier-générale Hale, dernière leader survivante, qui continue à traquer les membres restants du SHIELD, tout en voulant sauver la Terre d'une menace extraterrestre (l'attaque imminente de Thanos et de ses forces) en s'associant à un groupe appelé la Confédération, dirigé par son associé Qovas. Elle possède une fille, Ruby, qui est obsédée par Daisy Johnson et par l'idée de devenir la "Destructrice des Mondes". On apprend qu'elle a été créée génétiquement par Daniel Whitehall, pour être le leader parfait pour l'organisation. Hale collabore avec le leader des "Chiens de Garde", Anton Ivanov et avec Werner von Strucker, qui a acquis une mémoire eidétique après des opérations du SHIELD. Ivanov périt des mains d'Elena "Yo-Yo" Rodriguez et Strucker est tué accidentellement par Ruby après qu'elle a reçu une partie du gravitonium, lui donnant des pouvoirs semblables à ceux de Daisy Johnson mais plus intenses et incontrôlables. Yo-Yo prenant conscience que Ruby pourrait être celle qui détruira la Terre, lui tranche la gorge avec son propre chakram, la tuant, prenant également sa revanche sur elle pour avoir coupé ses mains lors d'une embuscade. Hale réussit à s'enfuir et réapparaît sur le vaisseau de la Confédération, informant Qovas que le SHIELD est en possession du gravitonium, et lui demande de tous les tuer pour venger la mort de sa fille. Plus tard, Glenn Talbot, qui devient fou après avoir absorbé du gravitonium, se renomme Graviton et prend le commandement de la Confédération après avoir tué l'un des six leaders, Crixon. Qovas sera plus tard tué par Melinda May et Deke Shaw. Hale tente d'utiliser le programme Faustus pour reprendre le contrôle de Talbot, malheureusement pour elle grâce au gravitonium, Talbot a brisé son programme et l'assassine en revanche de toute la souffrance qu'elle lui a infligé. Après la mort de Hale, le sort d'HYDRA reste inconnu.
Dans la septième et dernière saison, les Chronicoms retournent dans le passé pour tuer Wilfred Malick, l'un des chefs d'HYDRA, le père de Gideon et Nathaniel Malick, (et le grand père de Stephanie Malick), pour empêcher HYDRA d'exister et donc empêcher la création du SHIELD. Finalement, Wilfred et les Chronicoms s'allieront pour détruire le SHIELD. Wilfred sera tué par Deke Shaw. Mais à cause des Chronicoms, son fils Nathaniel qui aurait dû être envoyé en sacrifice à Alveus sera toujours en vie. Il prendra la tête de son groupe d'HYDRA, possèdera les pouvoirs de Daisy par la procédure mise en point par le Dr Whitehall sur Jiaying et formera une alliance avec Sibyl, la prédictrice des Chronicoms pour conquérir le futur. Mais Nathaniel échouera et Daisy le tuera pour venger la mort de sa mère Jiaying qui s'était interposée pour la protéger. Daisy détruira par la même le groupe d'HYDRA de Nathaniel et toute la flotte des Chronicoms.
Dans le début de la série Falcon et le Soldat de l'hiver, on apprendra que Bucky Barnes a aidé le gouvernement américain à anéantir HYDRA pour de bon.
Dans le dernier épisode de la première saison de la série télévisée Agent Carter, Peggy Carter parvient à déjouer les plans du Dr Johann Fennhoff, alias le Dr Ivchenko, un psychiatre spécialisé dans l'hypnose qui faisait partie de l'Armée rouge avant d'être recruté par Léviathan. Il voulait prendre sa revanche sur Howard Stark après le massacre de Finow, provoquée par une arme chimique créée par Stark. Une fois arrêtée, Ivchenko est enfermé avec Arnim Zola.